# Vicenç Beltran i Pepió
Vicenç Beltran i Pepió (Traiguera, Baix Maestrat, 6 de juny de 1948) és un filòleg, musicòleg, medievalista i professor universitari valencià.
Llicenciat en filosofia i lletres en 1973, es doctorà en filologia romànica el 1985 per la Universitat de Barcelona, en la qual va ser catedràtic emèrit de la mateixa especialitat. La seva tasca docent i investigadora li ha proporcionat un gran prestigi en el seu camp. A la Universitat de Barcelona va exercir com a professor entre els anys 1986 i 2008. Anteriorment havia estat professor a la Universitat de Cadis. Darrerament també ha exercit com a tal a la Universitat de Roma "La Sapienza".
La seva investigació s'ha centrat especialment en l'estudi dels trobadors, la lírica de la baixa edat mitjana, i més en concret en els cançoners, autors i problemes de la poesia cortesana del segle xv, la problemàtica de la lírica antiga de tipus oral o popularitzant, la crítica textual, la interpretació dels símbols poètics i l'estatus sociològic de la poesia, l'estudi del desenvolupament de mites, com ara el de Tristany i Isolda a les lletres europees o la interpretació antropològica i del paisatge en la literatura medieval, l'estudi de problemes metodològics com, per exemple, les aplicacions de l'estadística i de la codicologia als estudis literaris i la metodologia de l'edició de textos, la bibliografia de l'àmbit romànic peninsular, i en especial de la literatura hispànica medieval, amb particular èmfasi en la catalana medieval.
Entre les seves publicacions, relacionades sovint amb els trobadors, cal esmentar els llibres A cantiga de amor (Xeraix, 1995) i l'antologia La poesía galaico-portuguesa (1993), Poesía cortesana (siglo XV) (2009), així com els nombrosos treballs sobre composició i estructura dels cançoners francesos, italians, llatins, provençals, castellans i catalans, apareguts en actes de congressos i revistes especialitzades de Catalunya, Espanya, Portugal, Itàlia, França, Alemanya, Àustria, Anglaterra i els Estats Units. Tenen especial rellevància dos llibres: El cançoner de Joan Berenguer de Masdovelles (2006) i Poesia, escriptura, societat. Els camins de March (2006), centrat en el cançoner d'Ausiàs March. Paral·lelament, s'ha ocupat de diversos autors i problemes de la poesia cortesana del segle xv, amb monografies sobre poetes castellans com el Marqués de Santillana, Nicolás Vélez de Guevara, Juan Rodríguez del Padrón, Alonso Enríquez, Juan del Encina o Jorge Manrique; portuguesos, com Lopo de Sousa, i catalans com Joan Berenguer de Masdovelles, entre d'altres, que han confluït en la publicació d'una antologia de poesia castellana: Edad Media. Lírica y cancioneros, amb dos-cents cinquanta textos editats críticament (2002).
Pel que fa als problemes de la lírica antiga de tipus oral o popularitzant, és autor d'antologies i de nombrosos articles sobre temes de crítica textual, sobre la interpretació dels seus símbols poètics i sobre l'estatus sociològic d'aquesta poesia, com per exemple «Poesía tradicional, ecdótica e historia literaria» (1998), «Una alba de Nuno Fernández Torneol» (1997), «Las formas con estribillo en la lírica oral del Medioevo» (2002), o Poesía popular antigua. ¿Cultura cortés? (2002), a més de quatre antologies: La canción tradicional (1976), La canción tradicional de la Edad de Oro (1990), Canción de mujer, cantiga de amigo (1987), Ki s'antraimment soweif dorment. 20 chansons de toile (1986). Aquestes recerques han confluït en el llibre: Antología de la poesía gallego-portuguesa (1985), fet en col·laboració amb Carlos Alvar, a més d'una llarga sèrie de recerques sobre les corts poètiques de la península Ibèrica al segle xiii, on incideix particularment sobre els contactes que allí s'establiren entre les diferents escoles trobadoresques (uns trenta articles en revistes filològiques internacionals). Són ben coneguts els seus estudis sobre Pero da Ponte, Gui d'Ussel, Bonifaci Calvo, Cerverí de Girona, Pero Amigo de Sevilha, Raimon de Castelnou, entre d'altres. Fruit d'aquestes recerques són els seus llibres, La corte de Babel. Lenguas, poética y política en la España del siglo XIII (2005) i Poética, poesía y sociedad en la lírica medieval (2007). Sobre la lírica de la baixa edat mitjana, convé recordar llibres com El estilo de la lírica cortés (1990), La canción de amor en el otoño de la edad media (1988), l'edició crítica de les Coplas por la muerte de su padre de Jorge Manrique (1991) o la de l'obra completa d'aquest autor La poesía tradicional medieval y renacentista. Poética antropológica de la lírica oral (2009).
Ha estat director del Boletín Bibliográfico de la Asociación Hispánica de Literatura Medieval, on es recull la bibliografia catalana medieval, i també ha estat al capdavant del projecte Bibliografia de Textos Catalans Antics. Aquest important repertori sistemàtic de les fonts textuals de la literatura catalana medieval, popularment conegut com a BITECA, directament vinculat al programa Philobiblon de la Universitat de Berkeley. També és membre numerari de la Secció Històrico-Arqueològica de l'Institut d'Estudis Catalans, i com a especialista d'abast europeu en la poesia dels cançoners, va col·laborar amb l'IEC, en el marc del Corpus de Trobadors, projecte vinculat a la Unió Acadèmica Internacional (UAI). És membre actiu de les societats científiques de gran prestigi, com la Societat Italiana de Filologia Romànica, l'Internacional d'Hispanistes, Rencesvals, Association Internationale d'Études Occitanes, Associació d'Espais Europeus, Associació Internacional de Llengua i Literatura Catalana i North American Catalan Society. Ha estat membre del comitè científic de l'Associació Brasileira d'Estudis Medievals. Forma part del consell editorial d'Ars Libri, Filologia Romànica, Incipit, Revista de Literatura Medieval, Revista de Poètica Medieval i altres sèries i revistes filològiques i culturals.